# Hallu
Hallu település Franciaországban, Somme megyében. Lakosainak száma 140 fő (2022. január 1.). Hallu Chaulnes, Chilly, Hattencourt és Punchy községekkel határos.

## Népesség
A település népességének változása:
| Lakosok száma | 183  | 189  | 193  | 177  | 165  | 153  | 148  | 144  | 140  |
|               | 2013 | 2015 | 2016 | 2017 | 2018 | 2019 | 2020 | 2021 | 2022 |